# One Day Son, This Will All Be Yours
One Day Son, This Will All Be Yours es el segundo álbum de estudio de la banda británica de post-hardcore Fightstar. Fue lanzado el 24 de septiembre de 2007, a través de Institute Recordings, filial del sello independiente Gut Records. El álbum fue grabado en Los Ángeles y producido por Matt Wallace, el álbum debutó en el puesto 27 de la lista de álbumes del Reino Unido y fue precedido por el sencillo descargable gratuito «99» y el primer sencillo oficial, «We Apologise for Nothing». Al igual que en el álbum debut de la banda, Daniel Conway pintó digitalmente la portada.
Los temas "Unfamiliar Ceilings" y "H.I.P. (Enough)" reflejan el continuo interés de Fightstar en la franquicia Neon Genesis Evangelion. El título de la primera canción proviene de una frase que pronuncia el protagonista, Shinji Ikari, durante la serie. El segundo es un acrónimo de "Human Instrumentality Project", el objetivo de la sociedad secreta ficticia "Seele". El tercer sencillo, "Deathcar", también contiene dos caras B: "Nerv/Seele" (nombre de las dos facciones de la serie Evangelion) y el tema "Shinji Ikari", en honor al personaje homónimo mencionado anteriormente. El bajista Dan Haigh es el principal responsable de traer la influencia de Evangelion a Fightstar.

## Antecedentes y grabación
El álbum se compuso y grabó en Northampton, en el granero de Alex Westaway, y posteriormente se grabó en Los Ángeles con el productor Matt Wallace (Faith No More, Satchel, Deftones) en la primavera de 2007. La grabación se realizó en los estudios junto a Metallica, quienes en ese momento se encontraban en las primeras etapas de producción de su noveno álbum, Death Magnetic.
En cuanto a la letra, el álbum es más bien un "disco personal", según el líder Charlie Simpson, a diferencia de Grand Unification, que se escribió como una crítica social con un concepto basado en la serie de anime japonesa Neon Genesis Evangelion.
Afirmó que el fin de su relación de siete años mientras escribía el álbum fue la razón, y que las canciones "Deathcar" y "Unfamiliar Ceilings" trataban directamente sobre la ruptura. El tema "Floods" hacía referencia al calentamiento global y "One Day Son" trataba sobre la guerra y sus posibles consecuencias para las futuras generaciones. "99" recibió su nombre porque, cuando Simpson intentaba renombrar la demo del tema, se le cayó el portátil por las escaleras y la única tecla que funcionaba era la del 9.
Refiriéndose al significado general del título del álbum, Simpson declaró:

"Un día, hijo, todo esto será tuyo" fue sacado de una foto que vi. Es como... la situación actual en Irak, y básicamente decía que con todo lo que está sucediendo, ya sea el calentamiento global, las guerras o cualquier cosa en la vida personal de las personas, las acciones que tomamos ahora. Las repercusiones, muchas de las cosas que la humanidad está haciendo ahora, las veremos dentro de cincuenta años, cuando seamos casi viejos y estemos listos para reventar. Son nuestros hijos y las generaciones de nuestros hijos quienes tendrán que lidiar con ello.

## Lanzamiento y promoción
"99" fue el primer material nuevo promocionado del álbum. Kerrang! Radio estrenó la canción el 4 de abril de 2007, anunciando que solo se podría descargar y que estaría disponible en línea. La banda creó un micrositio temporal a partir del 11 de mayo donde los fans podían registrarse y descargar el sencillo y el vídeo gratuito. En mayo y junio, la banda realizó una gira por Estados Unidos junto a Emanuel, Madina Lake y Firescape. Durante el resto de junio, la banda estuvo de gira con Alexisonfire, Funeral for a Friend y Emanuel.
"Floods" iba a ser el primer sencillo oficial, pero posteriormente se cambió a "We Apologise For Nothing" debido a las recientes inundaciones en Gran Bretaña. El 23 de noviembre se lanzó el vídeo musical de "Deathcar". "Deathcar" fue el siguiente sencillo de la banda, el primer disco en formato VinylDisc lanzado en el Reino Unido. La banda fue telonera de Coheed and Cambria en Kerrang! Tour por el Reino Unido en enero y febrero de 2008. «Floods» se lanzó finalmente como tercer sencillo oficial el 3 de marzo de 2008. La banda publicó el videoclip de «I Am the Message» en su sitio web el 7 de junio. «I Am the Message» se lanzó como quinto y último sencillo el 16 de junio, antes de que la banda comenzara a trabajar en nuevo material.

## Lista de canciones
Todas las canciones escritas y compuestas por Charlie Simpson y Alex Westaway. 
| N.º   | Título                                   | Duración |  |
| 1.    | «99»                                     | 4:05     |  |
| 2.    | «We Apologise for Nothing»               | 4:13     |  |
| 3.    | «Floods»                                 | 3:34     |  |
| 4.    | «One Day Son»                            | 4:16     |  |
| 5.    | «Deathcar»                               | 3:58     |  |
| 6.    | «I Am the Message»                       | 2:59     |  |
| 7.    | «You & I» (con Rachel Haden)             | 4:16     |  |
| 8.    | «Amaze Us»                               | 4:30     |  |
| 9.    | «H.I.P (Enough)»                         | 3:00     |  |
| 10.   | «Tannhauser Gate»                        | 3:20     |  |
| 11.   | «Our Last Common Ancestor»               | 3:56     |  |
| 12.   | «Unfamiliar Ceilings» (con Rachel Haden) | 4:07     |  |
| 46:12 |                                          |          |  |

## Posicionamiento en lista
| Lista                 | Mejor posición |
| --------------------- | -------------- |
| Scottish Albums Chart | 30             |
| UK Albums Chart       | 27             |
| UK Indie Albums Chart | 3              |

## Personal
Fightstar
- Charlie Simpson – voz principal, guitarra rítmica, teclados, letras
- Alex Westaway – guitarra principal, voz, letras
- Dan Haigh – bajo, diseño
- Omar Abidi – batería, percusión